# Bobby Dodd Stadium
Das Bobby Dodd Stadium (voller Name: Bobby Dodd Stadium at Hyundai Field) ist ein College-Football-Stadion auf dem Campus der Universität Georgia Institute of Technology (Georgia Tech) in der US-amerikanischen Stadt Atlanta, Bundesstaat Georgia. Das NCAA-College-Football-Team der Georgia Tech Yellow Jackets (Atlantic Coast Conference) trägt hier seit der Eröffnung seine Heimspiele aus. Das Stadion trägt seit 1988 den Namen des früheren Georgia-Tech-Trainers Robert "Bobby" Lee Dodd (1908–1988). Unter ihm gewannen die Teams der Georgia Tech die meisten Spiele. Das Bobby Dodd Stadium at Hyundai Field ist das älteste auf einem Campus befindliche Stadion in der NCAA Division I FBS. Gegenwärtig bietet die Anlage 55.000 Plätze.

## Geschichte
Die Yellow Jackets tragen seit 1905 ihre Partien auf dem Gelände aus. Im April 1913 wurde der Grundstein für die Westtribüne aus Beton des Grant Field gelegt. Den Namen erhielt das Stadion durch eine Spende von 15.000 US-Dollar von John W. Grant (1867–1938), in Erinnerung an seinen verstorbenen Sohn Hugh Inman Grant (1895–1906), zum Bau der Haupttribüne. Am 27. September des Jahres konnte der Bau eröffnet werden. Erbaut wurde die Tribüne hauptsächlich von Studenten der Universität und bot 5600 Plätze. Die Osttribüne aus Beton konnte rechtzeitig zur Saison 1924 fertiggestellt werden. Ein Jahr später wurde der Südrang eingeweiht. Sie brachte das Platzangebot des Grant Field auf ca. 30.000 Plätze. Das Stadion wuchs weiter. Der Neubau der Westtribüne 1947, inklusive einer neuen Pressetribüne, brachte die Kapazität auf 40.000 Zuschauer. 1958 bot die Sportstätte mit Stahltribünen im Norden 44.105 Sitzplätze. Das Platzangebot wurde 1962 durch einen aufgesetzten Rang an der östliche Seite auf 53.300 Plätze erweitert. 1967 wurde auf der Westtribüne ein Rang aufgesetzt. Hinzu kam ein Aufzug sowie neue Einrichtungen für Journalisten und Fotografen. Nun bot das Grant Field 58.121 Plätze für die Besucher. Mehr Plätze bot die Anlage bis zum heutigen Tag nicht. Vor der Saison 1982 wurden die Anzeigetafeln erneuert.
Nach der Saison 1985 wurde die alte Südtribüne abgerissen. Dort entstand das William C. Wardlaw Jr. Center. Das 1988 fertiggestellte Gebäude mit 70.000 sq ft (rund 6500 m²) Fläche bietet Büros, einen Kraftraum, eine Cafeteria und weitere Einrichtungen für die Sportler der Universität. Des Weiteren stehen zwölf Luxus-Suiten, Fernsehstudios, Banketträume und ein modernes Fitnessstudio zur Verfügung. Das Platzangebot sank durch die Baumaßnahmen auf 46.000.
Im Zuge einer Renovierung wurde hinter der Westtribüne 1992 das Bill Moore Student Success Center errichtet. Durch eine Spende von fünf Mio. US-Dollar wurde der Neubau nach William E. "Bill" Moore (1917–2004), einem früheren Studenten der Georgia Tech, benannt. Der Bau ersetzte das Knowles Building. Mit dem Bill Moore Student Success Center wurde der Eingang zum Stadion neu gestaltet. Neben Einrichtungen für Sportler und Studierende ergänzte das Center das Stadion mit 32 Luxus-Suiten. Des Weiteren wurden die Präsidentenloge und der Pressebereich renoviert.
Direkt nach der Saison 2001 begann die erste Phase einer Renovierung und Erweiterung der Anlage, die zum Beginn der folgenden Spielzeit abgeschlossen wurde. Die Endzone im Norden wurde auf 15.678 Sitzplätze mit zehn Luxus-Suiten auf dem doppelstöckigen Rang ausgebaut. Der Unterrang im Osten wurde neu gebaut und mit 20 Logen und 2040 Clubsitzen, zwischen der 25-Yard-Linie und dem Heisman Club Room, ergänzt. Der Oberrang blieb in seiner Struktur erhalten, daher wurden nur kosmetische Veränderungen vorgenommen. Die südliche Endzone wurde mit 2940 Sitzplätzen, vor dem Wardlaw Center, ausgestattet. Darüber hinaus erhielt das Spielfeld einen neuen Naturrasenbelag mit einem Drainage-System. Das Spielfeld wurde bei der Erneuerung um ca. 30 ft (9,14 m) nach Norden und 15 ft (4,57 m) nach Westen verschoben. Zum Saisonstart 2002 fasste das Bobby Dodd Stadium 43.719 Zuschauer. 2003 wurde die zwei Jahre andauernde Renovierung für 75 Mio. US-Dollar abgeschlossen. Die Anlage wurde auf das heute noch gültige Platzangebot von 55.000 erweitert. Zu den Renovierungsmaßnahmen gehörte auch der Neubau des Russ Chandler Stadium, dem Baseballstadion der Georgia Tech mit 4157 Sitzplätzen.
Neben dem College-Football wurde das Bobby Dodd Stadium von Fußballmannschaften genutzt. In der Saison 1973 waren die Atlanta Apollos der North American Soccer League (NASL) im Stadion ansässig. 2001 trug das Frauenteam der Atlanta Beat aus der Women’s United Soccer Association (WUSA) ihre Partien im Stadion der Georgia Tech aus.
Da das Mercedes-Benz Stadium nicht rechtzeitig zum Start der MLS 2017 fertig wurde, trug das neue Fußball-Franchise der Atlanta United (Major League Soccer) seine Heimspiele in der ersten Hälfte der Saison im Bobby Dodd Stadium aus.
Im August 2023 schloss die Georgia Tech mit der südkoreanischen Hyundai Motor Group einen langfristigen Sponsorenvertrag ab. Die Anlage trägt den vollen Namen Bobby Dodd Stadium at Hyundai Field.

## Galerie

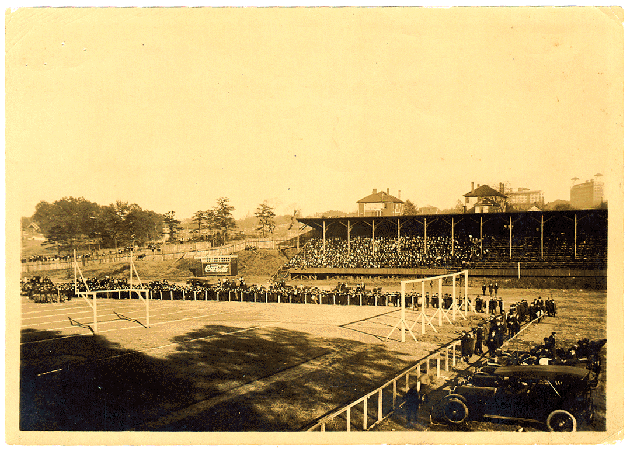
Das Grant Field um 1913
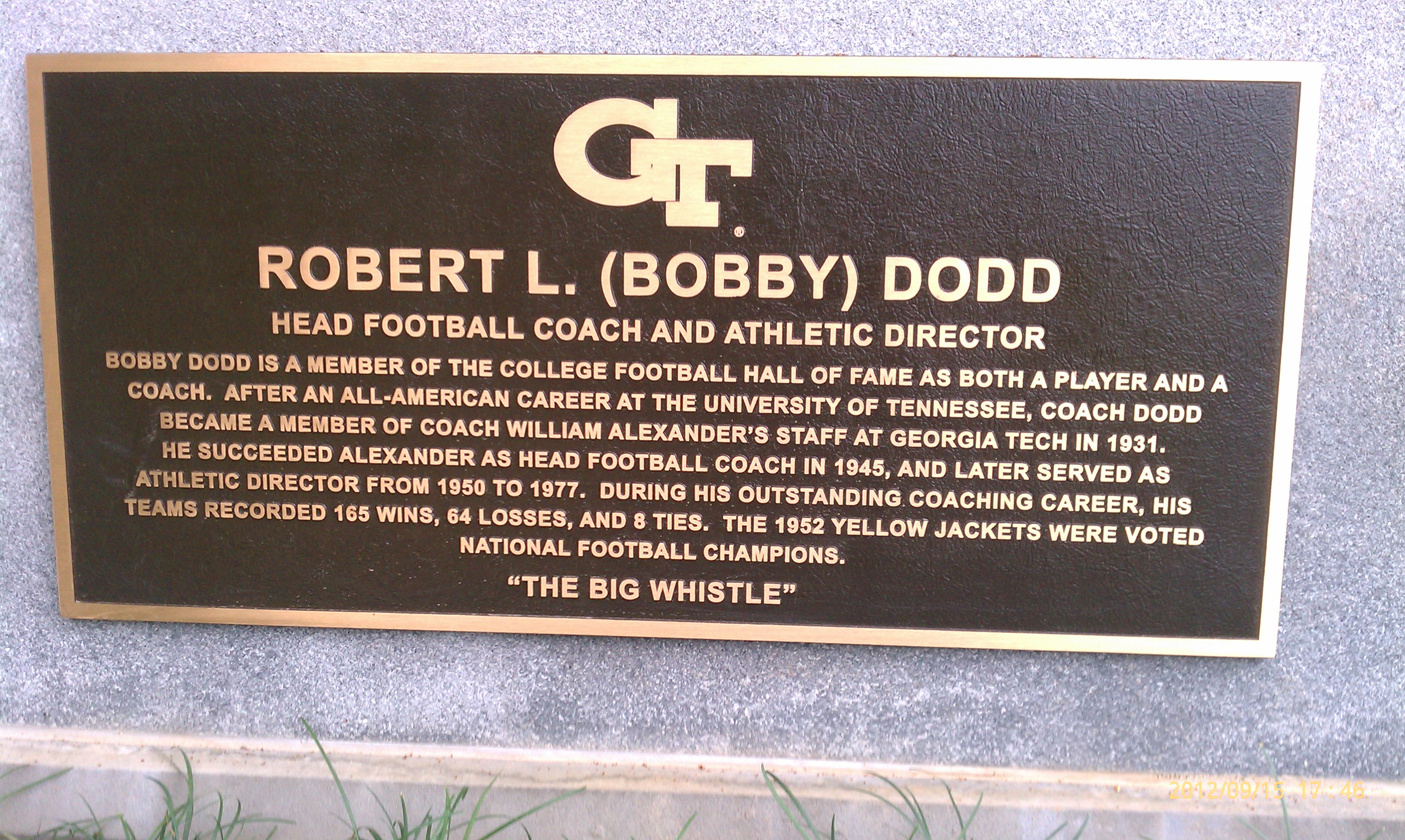
Plakette an der Statue von Bobby Dodd
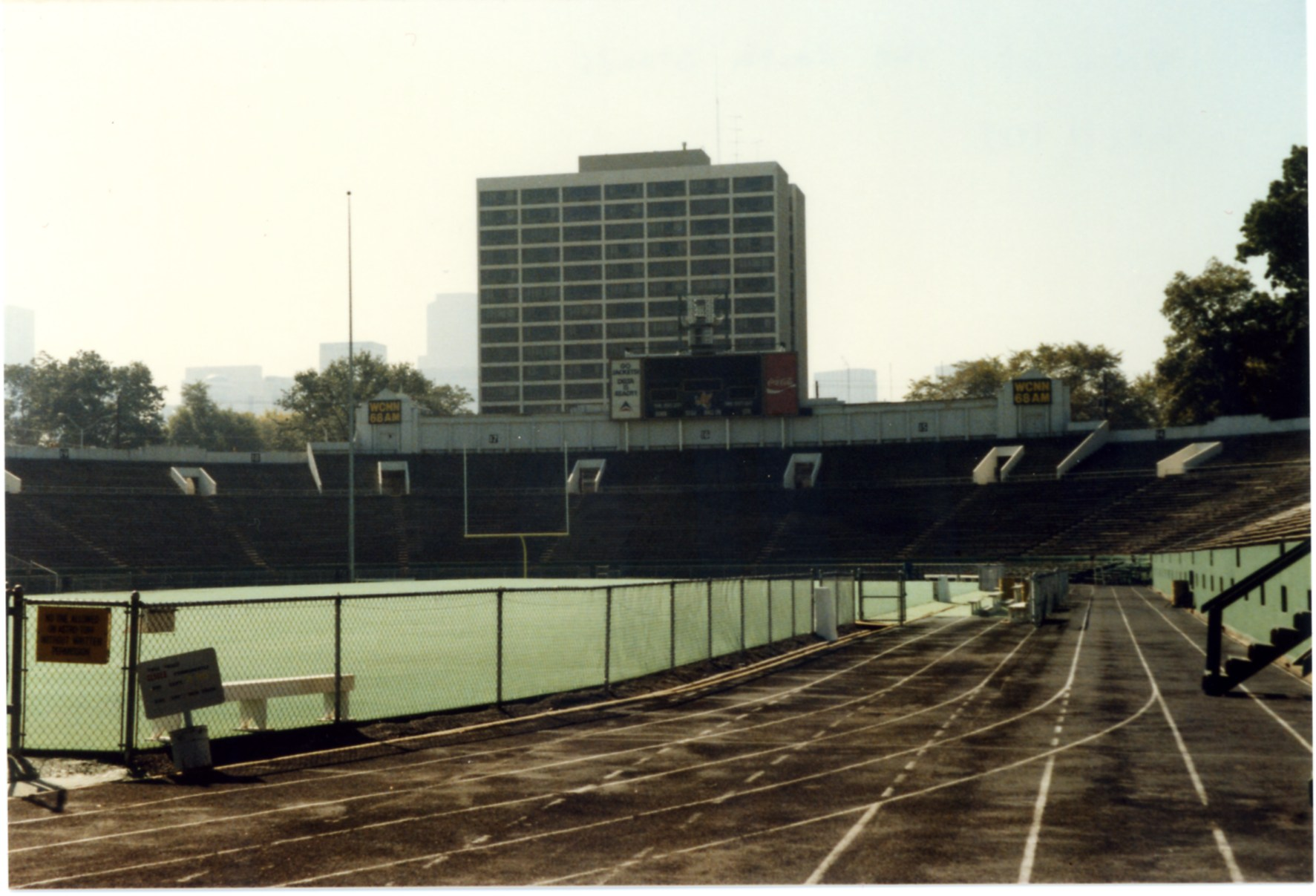
Das Stadion im Oktober 1985 mit Blick auf die alte Südtribüne. Damals noch mit Leichtathletikanlage.
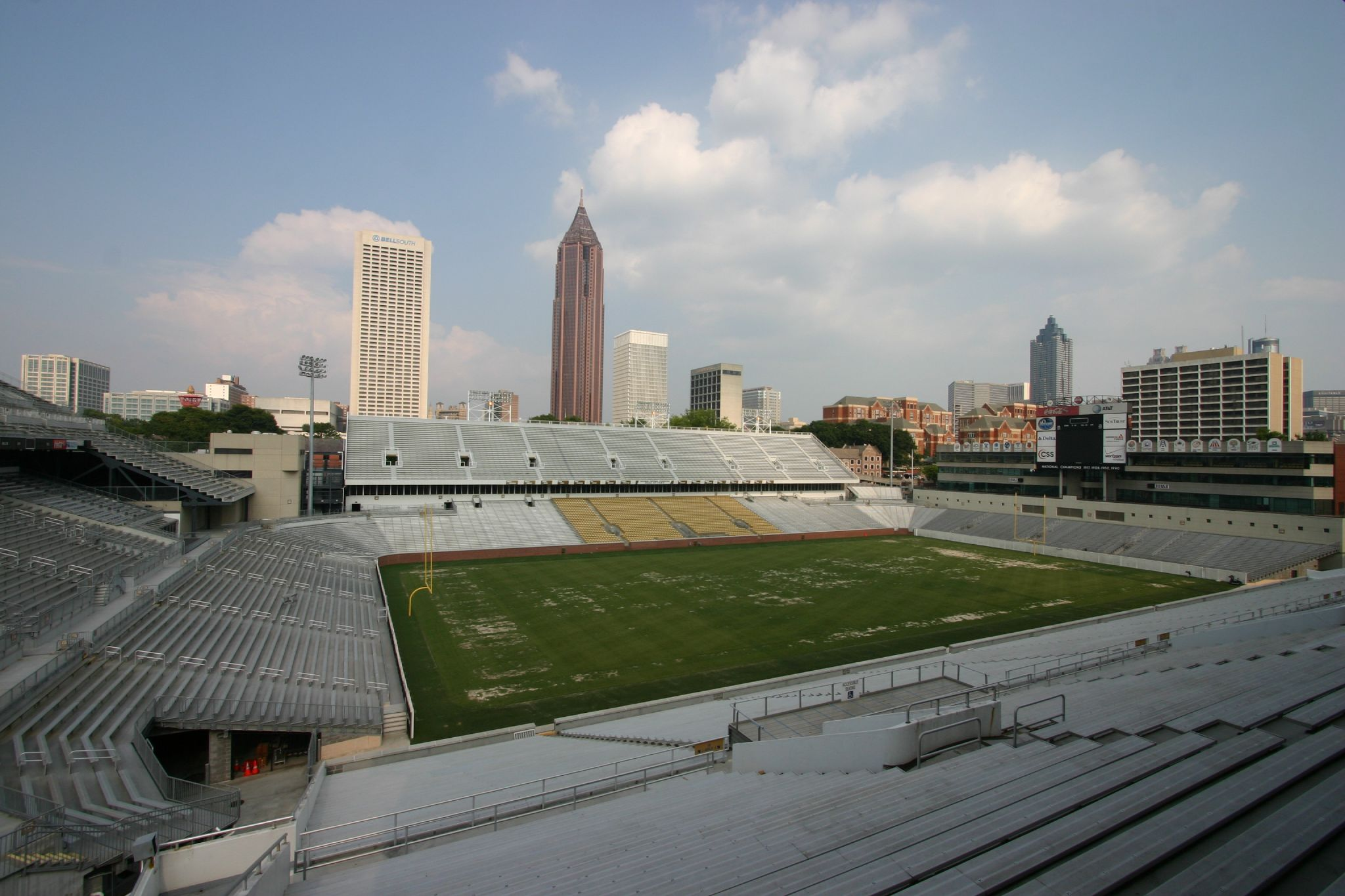
Das Stadion im Sommer 2005
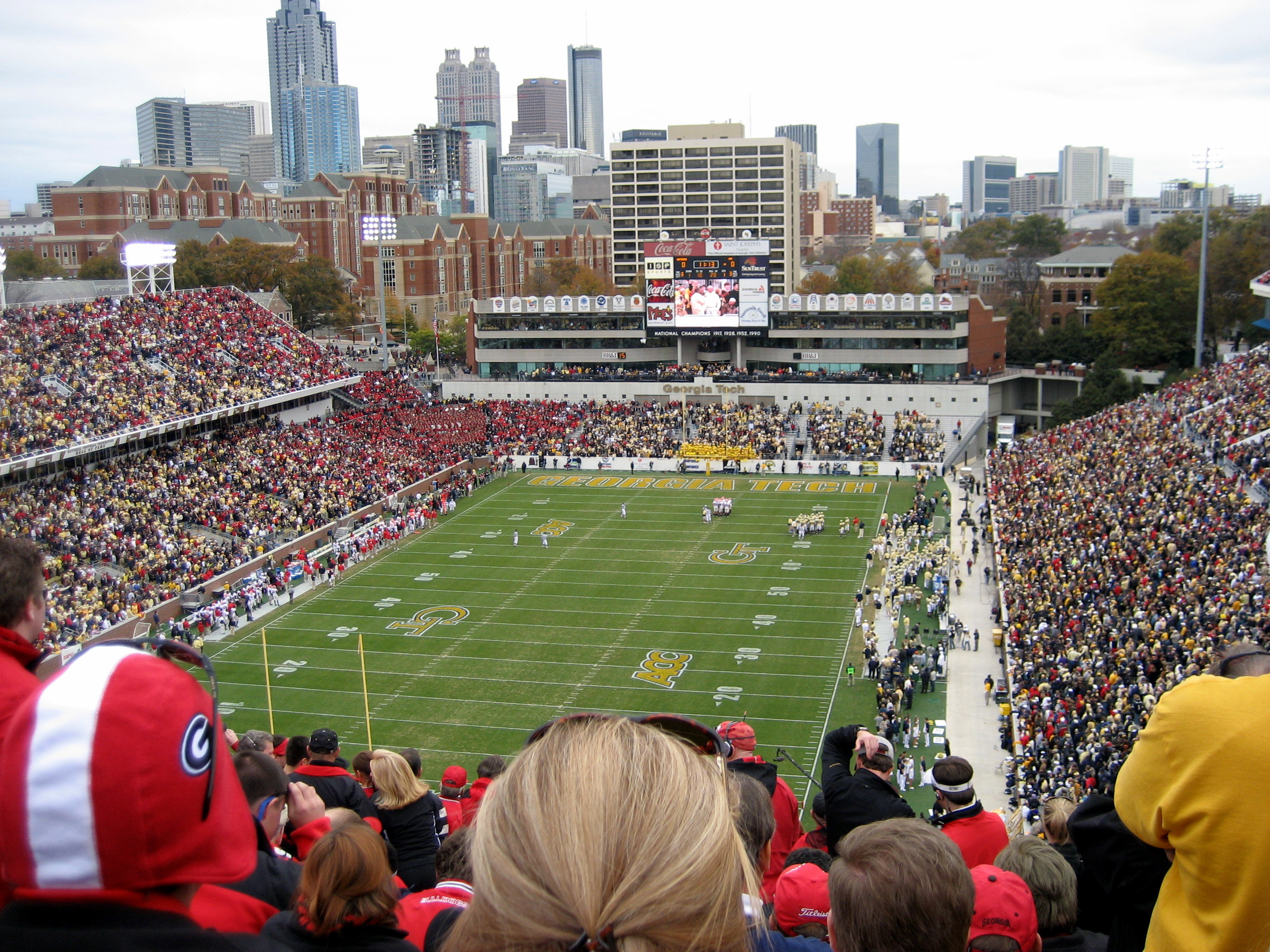
Footballspiel im November 2007
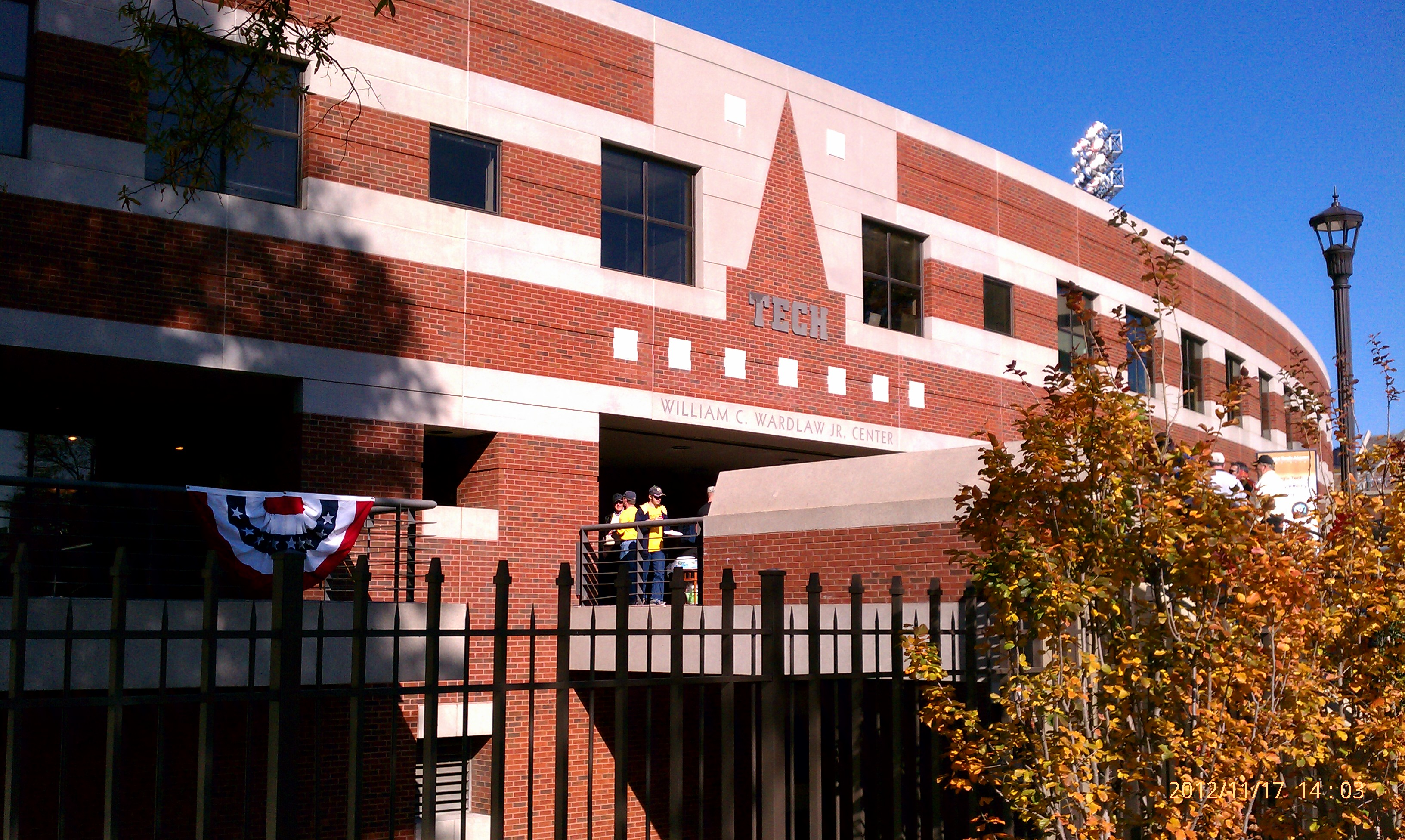
Das William C. Wardlaw Jr. Center (November 2012)